# Lo que no fue
Lo que no fue é uma telenovela mexicana, produzida pela Televisa e exibida em 1966 pelo Telesistema Mexicano.

## Elenco
- María Elena Marqués
- José Galvéz
- María Teresa Rivas
- Elsa Cárdenas